# Limnias melicerta
Limnias melicerta är en hjuldjursart som beskrevs av Weisse 1848. Limnias melicerta ingår i släktet Limnias och familjen Flosculariidae. Inga underarter finns listade i Catalogue of Life.